# Pizzo d'Antigine
Il Pizzo d'Antigine (3.188 m s.l.m. - Spechhorn in tedesco) è una montagna delle Alpi del Mischabel e del Weissmies nelle Alpi Pennine.

## Descrizione
Si trova lungo la frontiera tra l'Italia e la Svizzera. Dal versante italiano domina la Valle Anzasca; dal versante svizzero è sopra la Saastal.